# Frenuloplastica
La frenuloplastica è un intervento chirurgico che consiste nell'incidere trasversalmente il frenulo prepuziale e nel suturarlo longitudinalmente.

## Motivi dell'intervento
La frenuloplastica viene solitamente prescritta, dopo visita urologica o andrologica, a coloro che soffrono di frenulo corto, una patologia che impedisce il corretto scorrimento del prepuzio sul glande; può talora essere utilizzata anche per ottenere un effetto di allungamento del pene (vedi falloplastica).

## L'intervento
L'intervento non è assolutamente doloroso, e non comporta nessuna complicazione, viene spalmata una crema anestetizzante, e dopo viene fatta un'anestesia locale con puntura. Tale intervento dura complessivamente dai 15 ai 30 minuti, a seconda della lunghezza del tratto operato e del numero di punti di sutura necessari.

## Decorso post-operatorio
Dopo l'intervento la presenza dei punti di sutura difficilmente può creare qualche problema di vita quotidiana all'operato, grazie a delle pomate prescritte dal chirurgo; tuttavia i punti tendono, di norma, a cadere spontaneamente - senza il bisogno di ulteriori cure mediche - in un periodo di tempo che va dai 15 ai 60 giorni. Di norma durante la prima fase del decorso vengono prescritte all'operato pomate analgesiche e/o anestetiche per superare i disagi, per quanto non di grave entità, a cui va incontro.